# Vladimir Bertol'dovič Vil'ner
Vladimir Bertol'dovič Vil'ner (Hrodna, 21 marzo 1885 – Kiev, 9 agosto 1952) è stato un regista russo.

## Filmografia (parziale)

### Regista
- Benja Krik (1926)[1][2]